# Krit Amnuaydechkorn

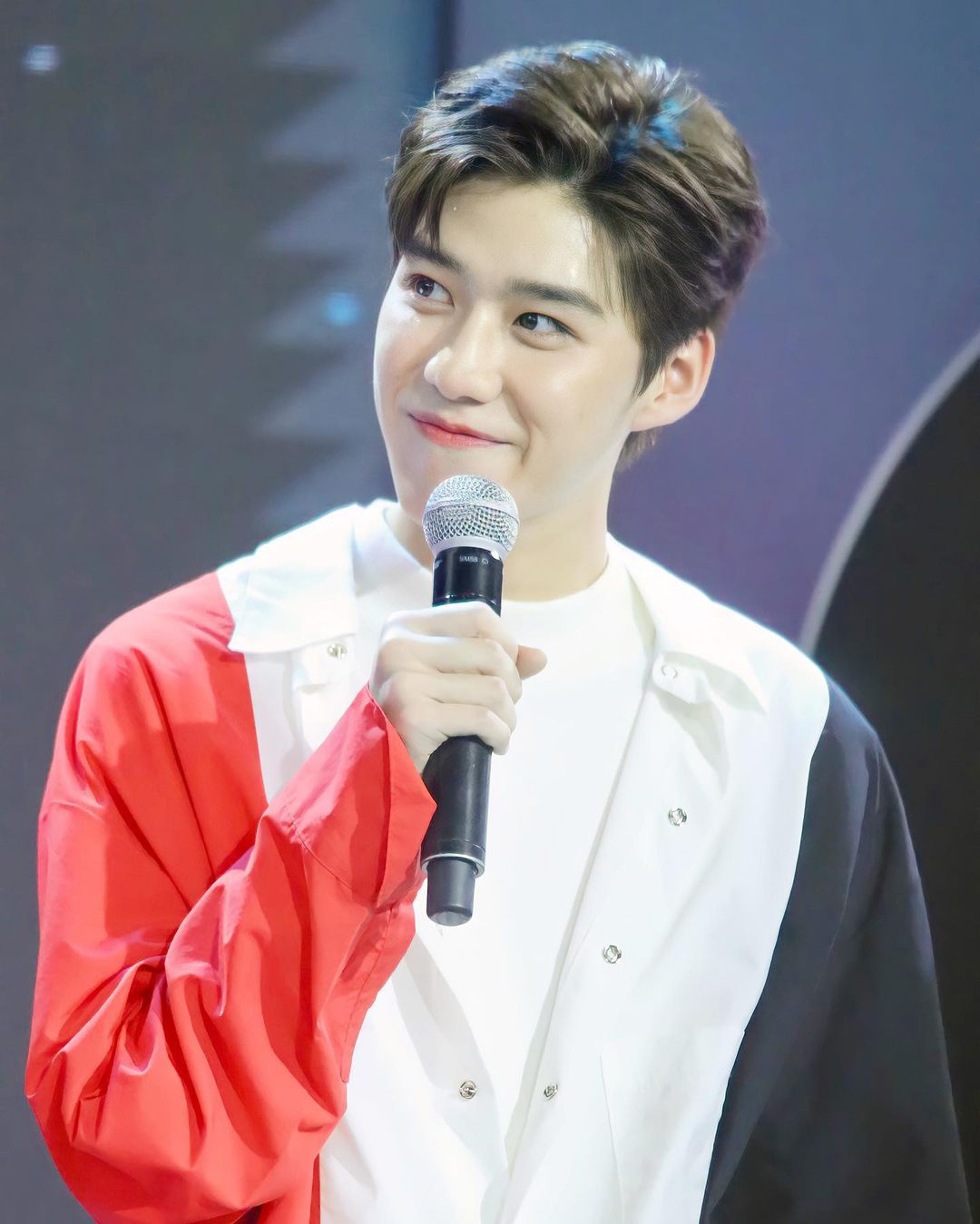
PP Krit (2020)

Krit Amnuaydechkorn (thailändisch กฤษฏ์ อำนวยเดชกร; * 30. April 1999 in Bangkok), bekannt als PP Krit (พีพี กฤษฏ์), ist ein thailändischer Schauspieler, Popsänger und Model.

## Leben und Karriere
Krit wurde 1999 in Bangkok geboren und erhielt zunächst den Spitznamen Pruk (พฤกษ์), den seine Eltern jedoch schon bald zu PP änderten. Er besuchte die private Assumption-Schule Bangkok und verbrachte ein Jahr als Austauschschüler in den USA. Nachdem er 2017 die Schule abgeschlossen hatte, studierte er Entrepreneurial Economics an der Kasetsart-Universität und machte dort 2022 seinen Abschluss.
Krits Karriere in der Unterhaltungsindustrie begann gegen Ende seiner Schulzeit. Einen ersten Auftritt als Schauspieler hatte er 2017 im Musikvideo MSN der Band Helmetheads. Im selben Jahr trat er bei der Modeschau Boys of Bangkok 2017 im Einkaufszentrum EmQuartier als Model in Erscheinung. 2018 spielte er in einer Episode der LGBT-Miniserie i Stories mit. Zu größerer Bekanntheit verhalf ihm 2019 die Nebenrolle in der Serie My Ambulance an der Seite von Putthipong Assaratanakul (Billkin).
Nach My Ambulance wurde durch die Produktionsgesellschaft Nadao Bangkok eine BL-Serie mit Putthipong und Krit in den Hauptrollen geplant. Das Projekt mit dem Arbeitstitel BKPP: The Series wurde im Februar 2020 angekündigt und sollte im Juli jenes Jahres erscheinen, die Produktion verzögerte sich jedoch aufgrund der COVID-19-Pandemie. Die Serie erschien schließlich im Oktober 2020 unter dem Titel I Told Sunset About You. Sie erhielt zahlreiche Auszeichnungen in Thailand und bei den Seoul International Drama Awards 2021 wurden sowohl die Serie als auch Krit mit Publikumspreisen bedacht. Die Fortsetzung der Serie wurde im Mai 2021 unter dem Titel I Promised You the Moon veröffentlicht.
Für die Soundtracks von I Told Sunset About You und I Promised You the Moon nahm Krit mehrere Lieder auf, teilweise zusammen mit Putthipong. Im August 2021 debütierte er schließlich offiziell bei Nadao Music als Sänger mit der Solosingle It’s Okay Not to Be Alright. 2022 folgte die Single I’ll Do It How You Like It. Nachdem Nadao den Betrieb eingestellt hatte, machte Krit unter seinem eigenen Label PP Krit Entertainment weiter. Seine folgende Single war Fire Boy.

## Filmografie
- 2018: i STORIES (Fernsehserie, 1 Episode)
- 2019: My Ambulance (รักฉุดใจนายฉุกเฉิน) (Fernsehserie)
- 2020: I Told Sunset About You (แปลรักฉันด้วยใจเธอ) (Fernsehserie)
- 2021: I Promised You the Moon (แปลรักฉันด้วยใจเธอ 2) (Fernsehserie)

## Diskografie
Singles
- หรูเหอ 如何 (Skyline) (2020)
- โคตรพิเศษ (Khot Phiset) (2020)
- มันดีเลย (mit Billkin, Pearwah & Peck Palitchoke; 2021)
- รู้งี้เป็นแฟนกันตั้งนานแล้ว (Safe Zone) (mit Billkin; 2021)
- ห่มผ้า (Hold Me Tight) (2021)
- หลอกกันทั้งนั้น (Fake News) (2021)
- ทะเลสีดำ (mit Billkin; 2021)
- ไม่ปล่อยมือ (Coming of Age) (mit Billkin; 2021)
- It’s Okay Not to Be Alright (2021)
- I’ll Do It How You Like It (2022)
- Fire Boy (2022)
- ลังเล (2023)
- ลเส้นเรื่องเดิม (2023)
- เสนอตัว (2024)

## Belege
1. 1 2  เคมีฟรุ้งฟริ้ง "พีพี - บิวกิ้น" คู่ซี้ที่เคยแอบยี้กันมาก่อน. In: dek-d. 25. Oktober 2019, abgerufen am 28. August 2023 (thailändisch).
2. ↑  ทำความรู้จัก ประวัติ "พีพี กฤษฏ์ " หนุ่มหน้าใสเศรษฐศาสตร์ ม. เกษตร หน้าคล้ายต่อ ธนภพ. In: Sanook. 6. November 2020, abgerufen am 28. August 2023 (thailändisch).
3. ↑  Thai Actor PP Krit Amnuaydechkorn Proves To Be A True Ahgase, Bringing GOT7's Jackson Wang Standee With Him On Graduation Day. In: Koreaboo. 17. März 2022, abgerufen am 28. August 2023 (amerikanisches Englisch).
4. ↑  Helmetheads - เอ็มเอสเอ็น (MSN) | (Official MV) auf YouTube.
5. ↑  i STORIES (2018). In: MyDramaList. Abgerufen am 28. August 2023 (englisch).
6. ↑  "บิวกิ้น-พีพี" ตื่นเต้น เล่นซีรีส์เต็มตัว กลับมาทวงคืนความจิ้น เคลียร์ความฟินเกินเพื่อน. In: Thai Rath. 12. Oktober 2020, abgerufen am 28. August 2023 (thailändisch).
7. ↑  นาดาว บางกอก จัดพิธี ไหว้เปิดกล้อง "แปลรักฉันด้วยใจเธอ". In: www.gdh559.com. Abgerufen am 28. August 2023 (thailändisch).
8. ↑  การเติบโตของ บิวกิ้น-พีพี ใน 'แปลรักฉันด้วยใจเธอ' ซีรีส์วายเรื่องแรกจากค่ายนาดาว. In: a day magazine. 21. Oktober 2020, abgerufen am 28. August 2023 (thailändisch).
9. ↑  Winners Of The Seoul Drama Awards 2021. In: Soompi. 21. Oktober 2021, abgerufen am 28. August 2023 (englisch).
10. ↑  เปิดโผนักแสดง แปลรักฉันด้วยใจเธอ Part 2 พีพี-บิวกิ้น ยืนหนึ่งมีเพื่อนเสริมทัพ. In: Thai Rath. 19. Februar 2021, abgerufen am 28. August 2023 (thailändisch).
11. ↑  "พีพี-กฤษฏ์" เปิดตัวปัง เพลง "It's Okay Not To Be Alright" เผยลุคแซ่บเกินต้าน. In: Thai Rath. 18. August 2021, abgerufen am 28. August 2023 (thailändisch).
12. ↑  พีพี กฤษฏ์ ฉีกกรอบโลกมายาในแบบฉบับตัวเอง! ปล่อยเอ็มวีใหม่ ยอดเข้าชมแน่น. In: Bright Today. 4. Februar 2022, abgerufen am 28. August 2023 (thailändisch).
13. ↑  นาดาว บางกอก ประกาศปิดตัว หลังอยู่มา 12 ปี ให้ศิลปิน-ดารา ได้เป็นอิสระ. In: Thai Rath. 10. Mai 2022, abgerufen am 28. August 2023 (thailändisch).
14. ↑  นิวัตร เหลืองศิริเธียร: บิวกิ้น – พีพี CEO ป้ายแดง เปิดตัวค่ายใหม่ด้วยชื่อตัวเอง หลังนาดาวประกาศปิดตัว. In: Bright Today. 2. Juni 2022, abgerufen am 28. August 2023 (thailändisch).

| Personendaten    | Personendaten                                    |
| ---------------- | ------------------------------------------------ |
| NAME             | Amnuaydechkorn, Krit                             |
| ALTERNATIVNAMEN  | PP Krit; อำนวยเดชกร, กฤษฏ์; พีพี กฤษฏ์               |
| KURZBESCHREIBUNG | thailändischer Schauspieler, Popsänger und Model |
| GEBURTSDATUM     | 30. April 1999                                   |
| GEBURTSORT       | Bangkok                                          |